# Deborah Czeresko
Deborah Czeresko (27 de julio de 1961) es una sopladora de vidrio estadounidense conocida por ganar la primera temporada de la serie de Netflix Blown Away.

## Carrera profesional
Sus obras se encuentran en la colección permanente del Museo de Vidrio Americano en Millville, Glasmuseet Ebeltoft, y el Museo del Vidrio Frauenau. Formó parte de la junta directiva de UrbanGlass, un estudio de soplado de vidrio con sede en Brooklyn, de 2008 a 2018.
En el 2019 ganó la primera temporada de la serie de Netflix, Blown Away.
En 2019, su pieza, "Meat Chandelier", fue una de las cien elegidas para la exposición del Museo Corning del Vidrio, New Glass Now, una encuesta sobre el vidrio contemporáneo de todo el mundo. Su paquete de premios por ganar "Blown Away" incluía una residencia en el dicho museo.

## Arte
Usando técnicas de fabricación de vidrio veneciano, el trabajo de Czeresko muestra sus experiencias personales moldeadas por problemas contemporáneos. Czeresko a menudo usa su trabajo como vidriera para resaltar el tema de la igualdad de la mujer. Dijo en una entrevista: "Entonces, durante mucho tiempo he estado interesada en que las mujeres ocupen estos espacios que involucran lo físico, donde se percibe que no pertenecen. Quería hacer del vidrio el gran ecualizador".

## Vida personal
Durante su participación en Blown Away, Deborah Czeresko expresó sus opiniones acerca de su feminismo, así como también declaró su lesbianismo.